# Coates, Lancashire
Coates är en ort i civil parish Barnoldswick, i distriktet Pendle, i grevskapet Lancashire, i England. Orten hade 5 445 invånare år 2011. Coates var en civil parish 1866–1923 när blev den en del av Barnoldswick. Civil parish hade 392 invånare år 1921.